# Hans Schleuniger
Hans Schleuniger (* 9. Juli 1933 in Klingnau; † 19. Dezember 2021) war ein Schweizer Radrennfahrer.

## Sportliche Laufbahn
Schleuniger war im Strassenradsport aktiv. 1957 siegte er in der Stausee-Rundfahrt Klingnau vor Giuseppe Cereghetti. 1958 wurde er Dritter in diesem Eintagesrennen und ebenfalls Dritter der nationalen Meisterschaft im Strassenrennen der Amateure. 1959 wurde er Zweiter der Berliner Etappenfahrt hinter Hugo Verlinden und im Amateurrennen der Meisterschaft von Zürich. 1961 belegte er den zweiten Platz in der Stausee-Rundfahrt Klingnau. Bei den Strassenradsport-Weltmeisterschaften 1956 wurde er 22., 1957 32. 1958 kam er auf den 47. Rang und 1959 auf den 11. Platz im Amateurrennen. 
1960 bestritt Schleuniger als Unabhängiger die Tour de France und wurde 80. im Endklassement. In der Tour de Suisse wurde er 1960 24. und 1961 37. der Gesamtwertung.

## Familiäres
Sein Enkel Fabio Christen war ebenfalls Radrennfahrer.